# Терпеть и выжить
«Терпеть и выжить» (англ. Endure and Survive) — пятый эпизод американского постапокалиптического телесериала «Одни из нас». Сценарий эпизода написал Крейг Мейзин, а его режиссёром стал Джереми Уэбб. Эпизод был выпущен онлайн на HBO Max и HBO on Demand 10 февраля 2023 года, а на телеканале HBO его показ состоялся 12 февраля. В эпизоде Джоэл (Педро Паскаль) и Элли (Белла Рамзи) соглашаются сбежать из Канзас-Сити, Миссури, вместе с Генри (Ламар Джонсон) и его братом Сэмом (Кейвонн Монреаль Вудард), за которыми охотятся лидер бандитов Кэтлин (Мелани Лински) и её помощник Перри (Джеффри Пирс).
Эпизод был снят в апреле 2022 года. Полное место съёмок было построено на пустыре за девять недель и было использовано для боевой сцены в эпизоде. Её снимали в течение четырёх недель, и в ней участвовало около 70 актёров, которых гримировали 70 художников. В «Терпеть и выжить» были представлены «топляки» — мутировавшие существа, которые значительно крупнее большинства других заражённых; костюм был создан с помощью сложного грима и визуальных эффектов. Эпизод получил положительные отзывы от зрителей и критиков, похваливших сценарий, режиссуру, операторскую работу и выступления Джонсона, Вударда, Лински и Рамзи.

## Сюжет
После того как движение сопротивления свергает правительство и берёт под контроль Канзас-Сити, их лидер Кэтлин (Мелани Лински) отправляется на поиски информаторов правительства, в том числе Генри Баррелла (Ламар Джонсон), которого она обвиняет в смерти своего брата Майкла. Генри и его брат Сэм (Кейвонн Монреаль Вудард) прячутся в секретном бункере вместе с Эдельстином (Джон Гетц). Десять дней спустя, когда Эдельстин пропал без вести и у братьев не хватало еды, они выслеживают Джоэла (Педро Паскаль) и Элли (Белла Рамзи), которые, по мнению Генри, могут помочь им сбежать из города. Заместитель Кэтлин Перри (Джеффри Пирс) находит её в её старом доме. Кэтлин признаёт, что Майкл сказал ей простить Генри за его действия, но она всё равно клянётся отомстить, и Перри соглашается.
После противостояния Генри предлагает свой план: использовать подземные туннели для побега. Джоэл нерешительно соглашается. В подземном бункере Элли продолжает укреплять связь с Сэмом. Генри признаёт, что он был ответственен за поимку и смерть Майкла; он сообщил властям о его местонахождении в обмен на лекарства от лейкемии Сэма. После того, как они покидают туннели, группа подвергается атаке со стороны снайпера. Джоэл убивает его, но обнаруживает, что он работал с Кэтлин; вскоре она прибывает со своим ополчением. Когда Кэтлин готовится убить Генри, грузовик проваливается под землю, высвобождая огромную толпу заражённых, включая сильно мутировавшего носителя грибка, известного как «топляк». После того, как Перри убедил Кэтлин добраться до безопасного места, его убивает топляк. Джоэл использует снайперскую винтовку, чтобы защитить Элли, которая помогает Генри и Сэму сбежать. Когда они сбегают, они сталкиваются с Кэтлин, которую быстро убивает ребёнок-щелкун.
Позже, в мотеле, Сэм, оказавшись наедине с Элли, показывает ей, что во время нападения его укусил один из заражённых. Признавшись, что у неё есть иммунитет, Элли пытается использовать свою кровь, чтобы исцелить Сэма. Она обещает сидеть с ним всю ночь, но потом всё же засыпает. На следующее утро Сэм превратился в заражённого и нападает на Элли; Генри поначалу колеблется, но всё же убивает Сэма. Затем расстроенный Генри совершает самоубийство. Джоэл и Элли хоронят их, Элли извиняется перед Сэмом, и они продолжают своё путешествие.

## Производство

### Разработка и сценарий
Сценарий к эпизоду был написан соавтором сериала «Одни из нас» Крейгом Мейзином, а его режиссёром стал Джереми Уэбб. В январе 2022 года Гильдия режиссёров Канады сообщила, что Уэбб был назначен одним из режиссёров сериала. В январе 2023 года на сайте Rotten Tomatoes было раскрыто название эпизода. Мейзин и Нил Дракманн, который является автором и режиссёром видеоигры, обнаружили, что различные точки зрения в телесериале дают возможность исследовать предысторию Канзас-Сити, заменившего Питтсбург из видеоигры, и показать истории, стоящие за насилием, о последствии которого Джоэл и Элли узнают в игре:1:14. Сценаристы хотели отдать дань уважения невидимому персонажу игры по имени Иш, который построил сообщество под городом, но поняли, что они не смогут должным образом изобразить его в эпизоде, и вместо этого выбрали краткие ссылки к нему:26:08. Мейзин чувствовал, что отдельный эпизод, посвящённый Ишу, возможно, сработал бы, но посчитал, что более эффективным было повествование посредством окружения в сериале:27:37. Сценаристы понимали, что эпизод со снайпером в игре был бы плохо перенесён на телевидении, и поэтому они решили сделать снайпера стариком, чтобы добавить печали к сцене:32:36. Во время встречи с Дракманном и Уэббом в Санта-Монике, Калифорния, Мейзин понял, что полная сцена будет более эффективной, если её действие будет происходить ночью, а не днём, как в игре, и благодаря этому можно будет улучшить визуальные эффекты и жуткость заражённых:37:06. Во время финальных титров эпизода звучит песня Агнес Обель «Fuel to Fire».

### Подбор актёров и персонажи
В августе 2021 года было объявлено, что Ламар Джонсон и Кейвонн Монреаль Вудард исполнят соответствующие роли Генри и Сэма. Джонсон вспоминал, что процесс его кастинга прошёл быстро: он отправил свою кассету с прослушиванием в понедельник, получил роль к среде и отбыл на съёмочную площадку к субботе; к следующей среде он приступил к съёмкам своих сцен. К этому моменту Джонсон уже полностью прошёл игру и хотел избежать имитации оригинального исполнения, отметив, что оно повлияло на него во время прохождения игры. Он нервничал по поводу роли из-за важности персонажа в играх, но он обнаружил, что его нервозность заставила его бросить самому себе вызов. Мейзин предоставил Джонсону информацию о предыстории Генри, чтобы он лучше понимал персонажа. Джонсон чувствовал, что Генри был задет его собственными действиями против Майкла, но Сэм в конечном счёте был для него важнее. Мейзин и Дракманн провели несколько долгих дискуссий относительно судьбы Генри и рассмотрели множество альтернатив, но в конечном счёте посчитали, что его самоубийство, которое он также совершил в игре, отражает то, что после смерти Сэма у него ничего не осталось:59:37. Эта сцена эмоционально истощила Джонсона из-за его отношений с Вудардом; он «старался быть настолько естественным, насколько это возможно», поскольку считал эту сцену самой важной и знаковой для персонажей, и чувствовал, что Паскаль сделал то же самое в одной сцене с ним. Ему разрешили поэкспериментировать со сценой, включая произношение реплик, похожих на реплики из игры; он хотел изобразить шок и замешательство Генри от внезапных событий. Он считал, что окончательным решением Генри было присоединиться к своему брату, поскольку он чувствовал, что братья, вероятно, всю свою жизнь были религиозными. Он вспоминал, как, находясь за камерой, плакал вместе с Уэббом во время съёмок финальной сцены Элли с Сэмом.
Рамзи чувствовала, что Сэм пробудил в Элли детскую энергию, что она в значительной степени приписывала Вударду:2:24. В сценарии Мейзин сделал Сэма глухим, что было изменением по сравнению с игрой; он сделал это, чтобы его отношения с Генри не напоминали отношения Элли с Джоэлом, которые, по его мнению, были бы подчёркнуты из-за разных точек зрения в сериале:3:00. Он смотрел телесериал «Так близко» (2018—2019), где главными героями являются двое глухих персонажах, и он чувствовал, что это, возможно, повлияло на его решение:4:12. Он обнаружил, что это автоматически придавало интимности сценам из-за их тишины, что было противопоставлением разговорчивой натуре Элли:5:04. Дракманну сразу понравилась эта идея, и он пожалел, что он не включил это в игру:5:32. Мейзин нанял соавтора сериала «Так близко» Шошанну Стерн, чтобы она дала оценку его сценарию:5:55. Съёмочная группа столкнулась с трудностями при поиске актёра на роль Сэма; с ними встретилось минимальное количество кандидатов:6:26. В феврале 2022 года Мейзин объявил о пробах на роль мальчика в возрасте 8—14 лет, который является глухим, чернокожим и владеющим американским жестовым языком (ASL) или чёрным американским жестовым языком; Западный театр для глухих (англ. Deaf West Theatre) подтвердил, что подбор актёра проводился на роль персонажа Сэма. Он ожидал провести около 80 прослушиваний, но в конечном итоге провёл около пяти, включая Вударда:7:53; это была его первая актёрская роль.
Мейзин чувствовал, что лейкемия Сэма была более важной частью его истории, чем его глухота:9:35. Си Джей Джонс, с которым Мейзин познакомился через Стерн, выступал в качестве связующего звена между Вударда со съёмочной группой, и он учил актёрский состав и съёмочную группу жестовому языку:11:14; Джонсон начал изучать язык по Zoom вскоре после прибытия в Калгари, и всё своё свободное от съёмок время он изучал язык. Он не хотел, чтобы зрители думали, что его знание языка было фальшивым:11:14, и он считал своё выступление важным для представления глухих людей. Он чувствовал, что время, проведённое рядом с Вудардом во время съёмок, помогло ему лучше овладеть языком; Вудард иногда исправлял его ошибки в сценах. Рамзи аналогичным образом изучала ASL во время производства:1:16. По сравнению с игрой, возраст Сэма в сериале был уменьшен, чтобы позволить ему равняться на Элли:3:47; Мейзин чувствовал, что это оправдывало тот факт, что он рассказал Элли о своём укусе, чего не происходило в игре:53:55. Во время изображения храбрости Сэма, Вудард вспомнил свой собственный опыт, когда ему говорили оставаться храбрым после смерти его отца. Джонсон и Вудард работали над сериалом два с половиной месяца.
Мейзин и Дракманн не хотели, чтобы такие персонажи, как Кэтлин, чувствовались как неигровые персонажи из видеоигры, и они решили дать им полные истории, чтобы очеловечить их и оправдать их действия:15:58. Они чувствовали, что добавление связи между Кэтлин и Генри — и, как следствие, с Джоэлом и Элли — сделало сюжетные линии более эффективными и оправдало разные точки зрения:21:00. Мейзин хотел, чтобы смерть Кэтлин олицетворяла идею того, что насильственные действия приводят к насильственным результатам, и Дракманн чувствовал, что её одержимость справедливостью отвлекала её от собственного выживания:48:14. Лински знала о судьбе Кэтлин, когда она согласилась на эту роль. Она обнаружила, что эту сцену было легко снимать благодаря слаженной работе команды, поскольку они планировали её в течение нескольких недель. Мейзин счёл важным то, чтобы Кэтлин была убита ребёнком, поскольку несколькими минутами ранее она сказала Генри, что дети всё время умирают:50:27. Лински записала свои предсмертные звуки в качестве автоматической замены диалога; Мейзин и Дракманн посоветовали ей «звучать так, как будто кто-то разрывает тебе горло». Джеффри Пирс чувствовал, что Перри был влюблён в Кэтлин, что побудило его совершить некоторые из его действий. Он обнаружил, что самопожертвование Перри отражало его постоянное желание быть героем, и он посчитал, что его самопожертвование было самоотверженным, поскольку оно позволяло Кэтлин сбежать. Мейзин ранее сказал ему, что ему «достанется лучшая смерть за весь сезон». Пирс исполнил роль, похожую на ронина из фильма Акиры Куросавы, и обнаружил, что его смерть была почётной «смертью самурая», пожертвовавшего собой ради женщины, которую он любит.

### Съёмки
«Терпеть и выжить» был в основном снят в апреле 2022 года, незадолго до завершения съёмок финала сезона. Эбен Болтер выступил в качестве оператора эпизода. Джонсон и Вудард были на съёмочной площадке в Калгари 23 марта 2022 года. Классная комната и туннели были построены в подвале под старой пивоварней в Калгари; художник-постановщик Джон Пейно и его команда наслаждались «своеобразной темнотой», которая там была. Команда нанесла на карту помещение с помощью лазерного сканирования, чтобы позволить команде по визуальным эффектам расширить коридоры.
Сцена нападения заражённых потребовала тщательного планирования; по оценкам Болтера, около 80% планирования эпизода было сосредоточено на этой сцене, и она была снята за четыре недели, около полутора недель из которых были посвящены тому, как орда заражённых восстаёт из-под земли. Эта сцена была одна из немногих в сериале, которая была подготовлена на раскадровке из-за сочетания таких элементов, как пиротехника и визуальные эффекты, которые представляли потенциальную опасность. Район в сценах со снайпером был полностью построен на пустыре недалеко от киноцентра Калгари, поскольку сцены требовали значительных спецэффектов, а команда хотела полного контроля:34:50. Разработчики моделей создали масштабные версии местности на основе лидарных снимков Канзас-Сити, а в качестве отсылок были использованы игра и реальные районы Канзас-Сити:34:50. Девятинедельный процесс строительства, возглавляемый Пейно, арт-директором Доном Маколеем и координатором строительства Донадино Валентино Сентанни:34:50, включал в себя создание асфальтовых подъездных дорожек, мощение гравием, приведение в порядок повреждённых транспортных средств и возведение фасада и боковых сторон тринадцати домов; для строительства они привлекли нескольких домостроителей:34:50. Трёхэтажный дом снайпера был построен по образцу картины Эдварда Хоппера «Дом у железной дороги» и резиденции Бейтса из «Психо» (1960). В течение двух недель интерьер дома был состарен с помощью воды, а снег и лёд в Калгари нанесли интерьеру больший ущерб от воды, что понравилось Пейно.
Уэбб привёл «Спасти рядового Райана» (1998) в качестве источника вдохновения для некоторых кадров во время сцены, особенно для кадров с точки зрения Джоэла в доме или Элли на улице. Для Джоэла использовалась камера со снайперским прицелом, а для отслеживания сцены с земли использовались три ручных камеры с длинными объективами, «чтобы сжать пространство, заставить его казаться пугающим, кинематографичным и реальным». Кадры, на которых грузовик врезается в дом и последующий взрыв, удалось снять только за один раз. Болтер столкнулся с трудностями из-за отсутствия доступного освещения. Уличные фонари, расположенные в двух кварталах от места съёмок, были выключены, чтобы позволить Болтеру полностью управлять освещением. Он вдохновлялся стадионами, окружив съёмочную площадку подсветкой и осветив сверху рассеянным светом. Трой Бейкер, исполнитель роли Джоэла в игре и Джеймса в сериале, посетил съёмочную площадку, когда он был в городе на конвенции. Финальные сцены в мотеле были сняты в Нантоне, Альберта. Производство эпизода завершилось рано утром 11 июня, ознаменовав последний день основных съёмок сезона, на два дня позже, чем изначально планировалось.

### Грим и визуальные эффекты
Барри и Сара Гауэр возглавляли команды по созданию сложного грима для сериала. В толпе заражённых было задействовано около 60 актёров, и 10-15 актёров носили маски щелкунов, и все они были изготовлены 70 гримёрами; они наносили сложный грим примерно 30 актёрам в каждую трёхчасовую смену. Процесс нанесения грима начинался примерно в 15:00, чтобы подготовиться к съёмкам, которые начинались в 21:00. Из-за большого количества заражённых в эпизоде съёмочная группа работала с Терри Нотари, чтобы скоординировать их движения; он организовал учебный лагерь, чтобы подготовить актёров к роли:3:44. Роль топляка исполнил актёр Адам Бэйзил, с которым Барри Гауэр работал над «Игрой престолов». Чтобы создать топляка, был сделан слепок тела Бэйзила. Во время съёмок костюм весом 40 кг (88 фунтов) был покрыт гелеобразной жидкостью, чтобы он казался влажным и отражал свет. Команда хотела, чтобы у существа было «практическое присутствие» для взаимодействия на съёмочной площадке, что позже можно было бы подчеркнуть с помощью визуальных эффектов; топляка сделали выше и ему придали дополнительной мускулатуры.
Роль щелкуна-ребёнка, дизайн которого разработал художник из Naughty Dog Хен Тхэк Нам, исполнила молодая актриса-акробатка:49:22, Скай Белль Каутон; создать существо удалось благодаря сочетанию сложного грима и визуальных эффектов. Мейзин настоял на том, чтобы Каутон носила рубашку в стиле «Подсказки Бульки», чтобы противопоставить невинность и ужас:49:22. Команда по визуальным эффектам консультировалась с Мейзином и Дракманном, чтобы подчеркнуть её детские черты, добавив косички и показав больше её лица. Шестнадцать команд по визуальным эффектам работали над сценой атаки заражённых; в то время как в сезоне в среднем приходилось по 250 кадров визуальных эффектов на один эпизод, в «Терпеть и выжить» было от 350 до 400 кадров. Wētā FX создала визуальные эффекты заражённых:41:05; с помощью визуальных эффектов в орду было добавлено от 50 до 70 заражённых. Мейзин сравнил заражённых, появляющихся из-под земли, с колонией муравьёв, а также со сценой с гоблинами в шахтах в фильме «Властелин колец: Братство Кольца» (2001), которую он счёл ужасающей:44:14. Сценаристы потратили месяцы, пытаясь решить, включать ли топляка в сериал или нет, но в конечном итоге решили добавить его. Мейзин в сценарии написал, что топляк разорвал Перри пополам в области талии, хотя Дракманн хотел, чтобы его смерть была более правдоподобной; пока Wētā FX работала над сценой, Мейзин понял, что обезглавливание выглядит более реалистично, и она отдавала дань уважения игрокам:46:22.

## Восприятие

### Показ и рейтинги
Эпизод был выпущен онлайн на HBO Max и на HBO on Demand 10 февраля 2023 года, раньше своей премьеры на телевидении, чтобы не пересекаться с трансляцией Супербоула LVII. Эпизод был показан на HBO 12 февраля. На телевидении эпизод посмотрело 382 000 зрителей.

### Реакция критиков
На сайте Rotten Tomatoes «Терпеть и выжить» имеет рейтинг 93% на основании 30 отзывов со средней оценкой 9/10. Критики на сайте назвали эпизод «отрезвляющим напоминанием о том, каким беспощадным может быть этот апокалиптический мир».
Особой похвалы удостоились выступления Джонсона, Вударда, Лински и Рамзи. Саймон Карди из IGN похвалил эмоциональное выступление Джонсона в его финальной сцене, а Брэдли Рассел из «Total Film» почувствовал, что наивность роли Вударда усилила повествование. Бернард Бу из Den of Geek назвал реакцию Рамзи на смерть Генри «совершенно душераздирающей», а Рассел обнаружил, что её выступление на протяжении всего эпизода сделало момент более эффектным и в конечном итоге было достойно рассмотрения наград. Бу считал, что выступления Лински и Пирса эффективно передали преданность Перри к Кэтлин. Дэвид Коут из The A.V. Club счёл выступление Лински «опасно близким к кэмпу конца времён».
Обозреватели высоко оценили сценарий Мейзина. Бен Трэверс из IndieWire назвал эпизод «убедительным исследованием героев и злодеев». Даррен Муни из «The Escapist» счёл его «удивительно литературным», сославшись на то, что образы восходящего солнца были тематически выстроены заранее, и обнаружил, что тропы зомби-апокалипсиса были использованы более элегантно, чем в первом и втором эпизодах шоу. Рассел из «Total Film» счёл некоторые моменты, например, когда Генри раскрашивает лицо Сэма, такими же мощными, как нашумевший третий эпизод сериала, но смерть Кэтлин не привела его в восторг. Джанет А. Ли из Digital Spy посчитала, что смерти в эпизоде бессмысленными, отметив, что Генри и Сэму не дали достаточно значимых сцен, и поставила под сомнение включение Кэтлин хотя бы для того, чтобы внезапно убить её. Лиам О’Делл из «Radio Times» раскритиковал представление глухих людей в эпизоде и посчитал, что сценаристы сделали Сэма глухим, чтобы манипулировать эмоциями и изобразить Генри как спасителя.
Алан Сепинуолл из «Rolling Stone» похвалил боевую сцену за то, что она движима персонажами, а Клэр Джексон из Kotaku посчитала, что темп сцены со снайпером сделал её более эффективной, чем сама игра. Рабаб Хан из Game Rant написала, что операторская работа передавала напряжение во время сцены со снайпером, а меняющиеся кадры эффективно отображали ужас сцены с заражёнными. Карди из IGN обнаружил, что операторская работа в сцене нападения заражённых отражает напряжённую атмосферу, а переходы от крупных планов до общих планов подчёркивали ужас и масштаб. Коут из The A.V. Club похвалил работу художников-постановщиков в эпизоде, а Джексон из Kotaku похвалила звуковое оформление сцены со снайпером. Бу из Den of Geek счёл боевую сцену достаточно занимательной, чтобы простить отсутствие развития персонажей ранее в эпизоде; Аарон Бейн из Push Square аналогичным образом посчитал, что сцены в Канзас-Сити были менее запоминающимися и пугающими, чем в Питтсбурге из игре. Пэт Браун из Slant Magazine раскритиковал сцену с заражёнными за то, что она была недостаточно напряжённой, поскольку в эпизоде не удалось «превратить заражённых в объекты настоящего ужаса». Пит Волк из Polygon раскритиковал её за слабое освещение, а топляка — за невесомость и отсутствие присутствия в мире, сравнив его с ребёнком-щелкуном, которого он посчитал эффективным из-за его нечеловеческих движений. Белен Эдвардс из Mashable высоко оценила игру и движения Каутон в роли ребёнка-щелкуна.

## Комментарии
1. ↑  Эпизод был выпущен онлайн на HBO Max и на HBO on Demand, раньше своей премьеры на телевидении, которая запланирована на 12 февраля[2].